# Registratore di dati

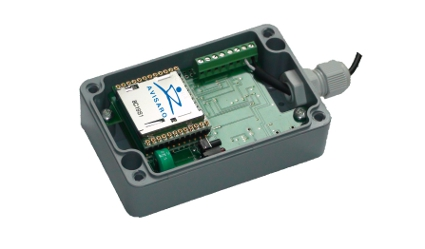
Un registratore di dati della Avisaro aperto.

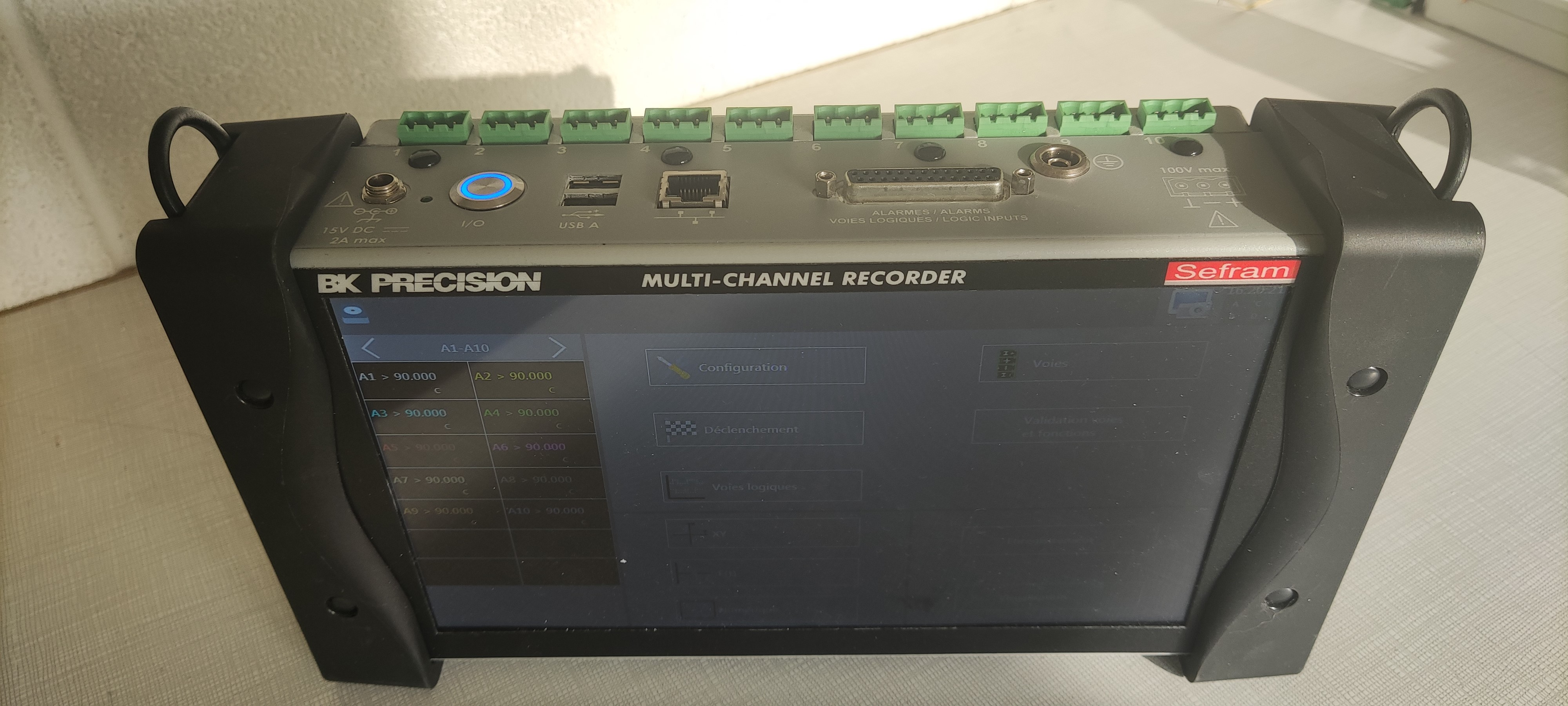
Il datalogger portatile può raggiungere fino a 200 canali con una frequenza di campionamento massima di 1 ms (1 kHz).

Un registratore di dati (in inglese data logger) è un dispositivo elettronico digitale, di solito di piccole dimensioni, che registra dei dati campionandoli a intervalli regolari attraverso un sensore interno oppure collegato a uno esterno, alimentato da una batteria interna ed equipaggiato con un microprocessore e una memoria per l'acquisizione dei dati. Alcuni possono essere collegati a un personal computer e permettono, con un apposito software, di vedere i dati acquisiti, mentre altri hanno delle interfacce proprie (tastierino, display).

## Descrizione
I registratori di dati variano tra quelli capaci di raccogliere dati in molteplici campi a quelli progettati per uno specifico settore. È cosa comune per i primi la possibilità di essere programmati; tuttavia molti hanno solo un limitato numero di parametri modificabili, se non nessuno.
Uno dei principali vantaggi di usare dei registratori di dati è la possibilità di memorizzare dati in modo automatico su base giornaliera dati campionati nel tempo. Una volta attivati, i registratori di dati possono essere sistemati nel luogo opportuno e lasciati incustoditi a registrare per tutta la durata dell'acquisizione dei dati. Ciò permette un'accurata mappatura delle condizioni ambientali che vengono monitorate come ad esempio parametri esterni meteorologici.
Il costo dei registratori di dati è diminuito nel corso degli anni come conseguenza della riduzione del costo della tecnologia. Un registratore di dati monocanale molto semplice si può trovare a 20 euro. Dispositivi più complessi possono costare centinaia o migliaia di euro.

### Protocolli di instrumentazione
Diversi protocolli sono stati standardizzati, tra cui lo SDI-12, che permette ad alcuni strumenti di essere collegati a una grande quantità di registratori di dati. L'uso di questo standard non ha riscosso un grande successo fuori dall'ambiente industriale. Alcune aziende di registratori di dati hanno iniziato a implementare anche lo standard Modbus, assai diffuso e supportato nella comunicazione di tipo industriale. Un altro protocollo il cui uso sta aumentando è basato sul CAN-bus (ISO 11898). Alcuni registratori di dati sono in grado di adattarsi a vari protocolli non standard.

### Formato dei dati
La standardizzazione dei protocolli e dei formati dei dati è problematica, ma l'XML è sempre più adottato nell'industria per lo scambio di dati. Lo sviluppo del web semantico sta inoltre accelerando questa tendenza.

## Registrazione e acquisizione di dati
I termini "registrazione di dati" e "acquisizione di dati" sono spesso scambiati. Ciononostante nel contesto scientifico sono differenti. Un registratore di dati è un sistema di acquisizione, mentre un sistema di acquisizione di dati non è necessariamente un registratore.
- I registratori di dati hanno di solito delle basse frequenze di campionamento. Una frequenza di campionamento di 1 Hz è da considerarsi troppo rapida per un registratore di dati, ma troppo lenta per un tipico sistema di acquisizione di dati.

- I registratori di dati sono dispositivi stand-alone, mentre normalmente un sistema di acquisizione di dati deve rimanere collegato a un computer per memorizzare i dati. Talvolta questa memoria è molto grande e può raccogliere dati per parecchi giorni o addirittura mesi di registrazione senza intervento umano. Può trattarsi di una memoria ad accesso casuale statica collegata a una batteria, una memoria flash o una EEPROM. I primi registratori di dati usavano nastri magnetici, nastri perforati di carta o altri sistemi.

- Poiché i registratori di dati possono lavorare per molto tempo consecutivo, normalmente essi possono aggiungere a ogni dato che memorizzano, la data e l'ora dell'acquisizione. Possono fare ciò solo quelli che dispongono di un real-time clock interno.

- I registratori di dati spaziano da modelli semplici monocanale a complessi strumenti multicanale. Normalmente più il dispositivo è semplice meno ampia è la sua flessibilità di programmazione. Alcuni modelli molto sofisticati permettono di impostare degli allarmi in caso si verifichino delle condizioni prestabilite. I più efficienti e più moderni sono in grado di scrivere i dati ottenuti su pagine web permettendo il controllo dei dati a molte persone e a distanza.

- Dato che molti registratori di dati vengono lasciati per parecchio tempo incustoditi o comunque gestiti a distanza, essi devono essere in grado di alimentarsi da una fonte di corrente continua, come una batteria. L'energia solare può essere usata per integrare questa fonte. Queste limitazioni hanno costretto le aziende che producono questi dispositivi a renderli estremamente efficienti dal punto di vista energetico. In molti casi essi devono lavorare con dure condizioni ambientali, nelle quali un normale computer non riuscirebbe a funzionare in maniera efficiente.

- Ciò fa sì che i registratori di dati debbano essere estremamente affidabili. Poiché devono operare ininterrottamente per lunghi periodi senza supervisione umana e possono essere installati in luoghi impervi o lontani o dalle condizioni proibitive, è imperativo che abbiano energia per così tanto tempo e che non smettano di raccogliere dati per nessun motivo. I produttori assicurano che i dispositivi rispettano questi requisiti. Per questo motivo i registratori di dati sono completamente immuni ai problemi che affliggerebbero un normale computer nelle stesse condizioni, come ad esempio crash dei programmi e instabilità di certi sistemi operativi.

## Uso
In meteorologia rispetto a una stazione meteorologica un datalogger offre costi inferiori, rilevando però solo pochi parametri (es. temperatura) e al prezzo di dati forniti in maniera non real-time cioè con la necessità di download manuale dei dati stessi. In genere in questi ambiti viene utilizzato per monitorare per lungo tempo zone poco accessibili e non coperte da rete elettrica.

## Sviluppi futuri
La tecnologia dei registratori di dati sta cambiando più velocemente che in passato. In origine era solo un dispositivo stand-alone capace di memorizzare dati, mentre oggi sta cambiando verso un apparecchio in grado di collegarsi tramite wireless e inviare allarmi, trasmettere i dati in modo automatico ed essere controllato a distanza. I registratori di dati utilizzano sempre di più delle pagine web per la lettura costante, l'email per gli allarmi e l'FTP per inviare i dati direttamente ai database o agli utenti.